# Desa Ngepoh (administrativ by i Indonesien, lat -8,21, long 111,86)
Desa Ngepoh är en administrativ by i Indonesien.   Den ligger i provinsen Jawa Timur, i den västra delen av landet, 600 km öster om huvudstaden Jakarta.